# Алисия, Ана
Ана Алисия (англ. Ana Alicia; род. 12 декабря 1956, Мехико) — мексиканская актриса.

## Биография
Ана Алисия Ортис родилась в Мехико, где её отец и мать работали на фабрике по производству одежды. Её семья переехала в Эль-Пасо, штат Техас, когда Ана Алисия была ребёнком, а после она получила стипендию на обучение в Колледже Уэллсли, однако предпочла изучать актёрское мастерство в Университете Техаса, где получила степень бакалавра.
В 1977 году Ана Алисия переехала в Лос-Анджелес, где начала карьеру в кино и на телевидении. В том же году она получила постоянную роль в дневной мыльной опере «Надежда Райан». После пятнадцати месяцев съемок в шоу она его покинула и начала появляться в прайм-тайм, в таких сериалах как «Звёздный крейсер «Галактика»» и «Бак Роджерс в XXV веке». В 1981 году она появилась в фильме «Хэллоуин 2»
Ана Алисия наиболее известна по своей роли Мелиссы Агретти, испорченной и богатой наследницы виноградника, в телесериале «Фэлкон Крест». Она снималась в шоу с 1982 по 1989 год. В 1989 году она сыграла главную женскую роль в фильме «Ромеро», а после появилась в нескольких телефильмах. 

## Личная жизнь
В 1994 году Алисия вышла замуж за продюсера Гари Р. Бенца. В 1992 году у них родилась дочь Кэтрин Дилан, которая стала актрисой. В 1995 году у них родился сын Майкл Эверетт. В 2016 году Алисия и Бенц развелись.